# Synagelides agoriformis
Espèce
Synagelides agoriformis est une espèce d'araignées aranéomorphes de la famille des Salticidae.

## Distribution
Cette espèce se rencontre au Japon, en Corée, en Chine au Heilongjiang, au Jilin et au Liaoning et en Russie dans le kraï du Primorié et aux îles Kouriles,,.

## Description
La femelle holotype mesure 5 mm.

## Publication originale
- Bösenberg & Strand, 1906 : Japanische Spinnen. Abhandlungen der Senckenbergischen Naturforschenden Gesellschaft, vol. 30, p. 93-422 (texte intégral).